# Авария на Диканёвских очистных сооружениях
Авария на Диканёвских очистных сооружениях — авария, произошедшая 29 июня 1995 года в результате затопления Диканёвских очистных сооружений. Привела к утечке сточных вод в реки и, как следствие, прекращение водоснабжения Харькова примерно на месяц. Под угрозой был не только Харьков, но и Донецкая и Ростовская области, которые получают воду из Северского Донца.

## Хронология
События происходили 29 июня 1995 года.
После полудня в Харькове начался сильный ливень. В течение ливня выпало до 90 мм осадков. Были затоплены улицы, подтоплена Салтовская линия метро. Среди прочего были затоплены диканёвские очистные сооружения КП «Харьковводоканал».
В 17.10 остановилось функционирование центрального канализационного коллектора по причине затопления насосов. В результате сточные воды попали в реку Уды, которая является притоком Северского Донца. В результате загрязнения были прекращены поставки питьевой воды .

## Ликвидация
Утечка сточных вод и отсутствие чистой питьевой воды создали угрозу эпидемии холеры. Местными властями было организовано ограниченное водоснабжение для населения и организаций, в том числе больниц в автоцистернах.
Помощь в ликвидации аварии оказали несколько международных организаций, включая НАТО.
С целью предотвращения повторения аналогичных ситуаций была построена вторая ветвь канализационного коллектора и заменены насосы на новые. Ликвидация последствий длилась 10 лет и обошлась в 140 млн. гривен.